# Ocean Drilling Program

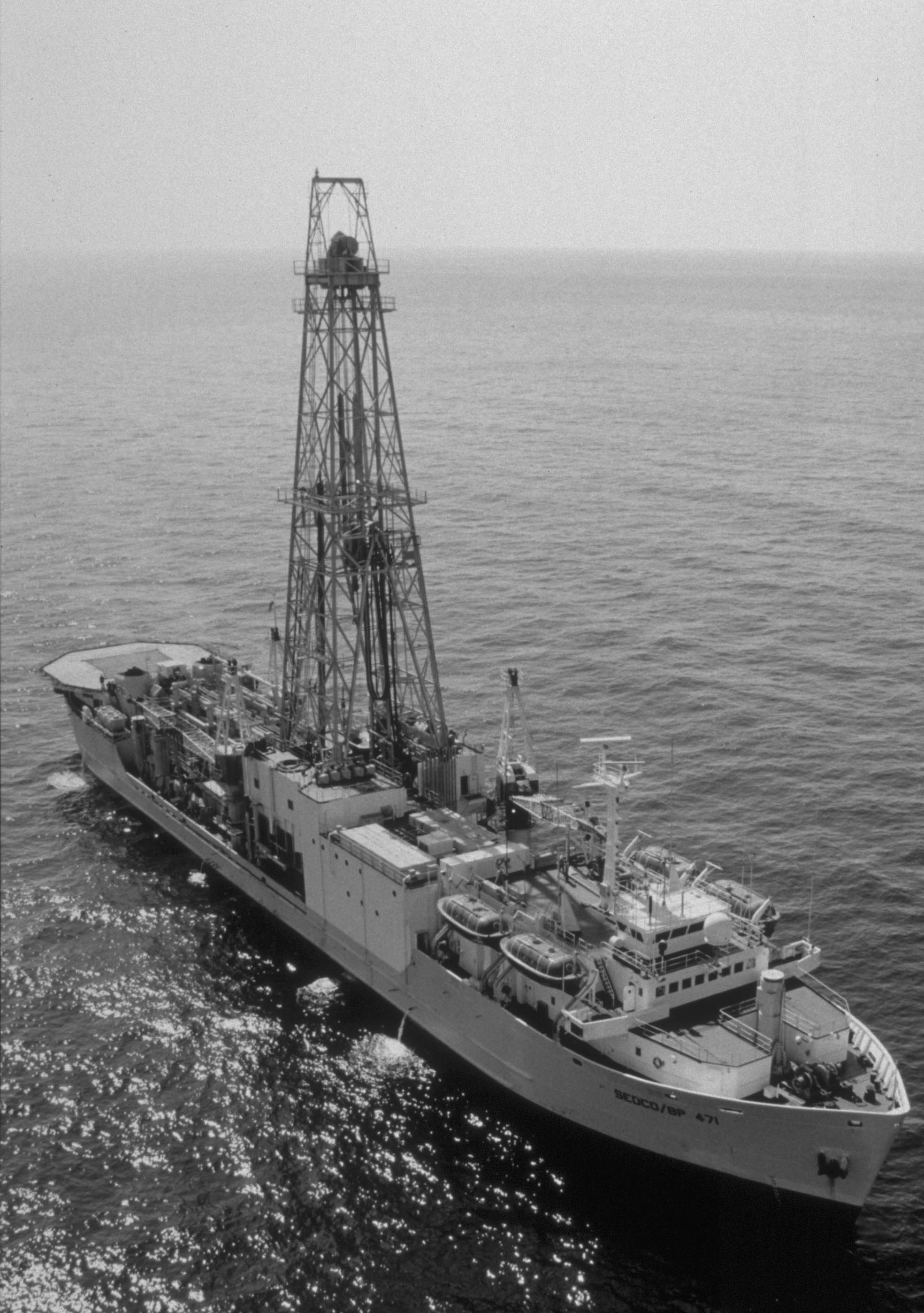
Joides Resolution

Das Ocean Drilling Program (ODP) war ein internationales Wissenschaftsprojekt zur Erforschung der Meeresböden durch Tiefseebohrungen, das einen Schwerpunkt der Meeresgeologie bildete. Das ODP begann Anfang 1985 als Nachfolgeprojekt des Deep Sea Drilling Project (DSDP). Es wurde im Jahr 2003 durch ein Nachfolgeprogramm (Integrated Ocean Drilling Program) abgelöst.
Das Bohrschiff JOIDES Resolution konnte Bohrungen bis in eine Wassertiefe von 8200 m durchführen. Sie dienten dazu, Proben des Meeresbodens zu gewinnen, und Messungen in den Bohrlöchern durchzuführen, mit denen die physikalischen und chemischen Eigenschaften der ozeanischen Erdkruste bestimmt werden sollten.
Jährlich wurden sechs Expeditionen durchgeführt. Die Kosten dafür betrugen 1998 44 Millionen US-Dollar, von denen die USA 60 % trugen.
Nach dem Ende des ODP startete das Nachfolgeprojekt Integrated Ocean Drilling Program (IODP). Das Forschungsprogramm lief bis zum Oktober 2013. Danach wurde die Zusammenarbeit ein weiteres Mal in einem Nachfolgeprojekt fortgesetzt. Der Name änderte sich in International Ocean Discovery Program, wodurch weiterhin die Abkürzung IODP verwendet werden konnte.